# Поттавотоми (округ, Канзас)
Поттаво́томи (англ. Pottawatomie County; стандартное обозначение PT) — округ в штате Канзас, США. Официально образован 20 февраля 1857 года. По состоянию на 2010 год, численность населения составляла 21 604 человека.

## География
По данным Бюро переписи США, общая площадь округа равняется 2 232,582 км2, из которых 2 178,192 км2 суша и 54,390 км2 или 2,400 % это водоёмы.

## Население
По данным переписи населения 2000 года в округе проживает 18 209 жителей в составе 6 771 домашних хозяйств и 4 929 семей. Плотность населения составляет 8,00 человек на км2. На территории округа насчитывается 7 311 жилых строений, при плотности застройки около 3,00-х строений на км2. Расовый состав населения: белые — 96,32 %, афроамериканцы — 0,66 %, коренные американцы (индейцы) — 0,59 %, азиаты — 0,32 %, гавайцы — 0,01 %, представители других рас — 0,60 %, представители двух или более рас — 1,50 %. Испаноязычные составляли 2,26 % населения независимо от расы.
В составе 36,40 % из общего числа домашних хозяйств проживают дети в возрасте до 18 лет, 62,40 % домашних хозяйств представляют собой супружеские пары проживающие вместе, 7,20 % домашних хозяйств представляют собой одиноких женщин без супруга, 27,20 % домашних хозяйств не имеют отношения к семьям, 23,20 % домашних хозяйств состоят из одного человека, 9,70 % домашних хозяйств состоят из престарелых (65 лет и старше), проживающих в одиночестве. Средний размер домашнего хозяйства составляет 2,65 человека, и средний размер семьи 3,15 человека.
Возрастной состав округа: 29,50 % моложе 18 лет, 7,70 % от 18 до 24, 27,70 % от 25 до 44, 21,60 % от 45 до 64 и 21,60 % от 65 и старше. Средний возраст жителя округа 36 лет. На каждые 100 женщин приходится 98,00 мужчин. На каждые 100 женщин старше 18 лет приходится 96,70 мужчин.
Средний доход на домохозяйство в округе составлял 40 176 USD, на семью — 47 261 USD. Среднестатистический заработок мужчины был 31 368 USD против 23 238 USD для женщины. Доход на душу населения составлял 17 785 USD. Около 6,40 % семей и 9,70 % общего населения находились ниже черты бедности, в том числе — 14,10 % молодежи (тех, кому ещё не исполнилось 18 лет) и 10,30 % тех, кому было уже больше 65 лет.